# گاو آفریکانر
گاو آفریکانر (انگلیسی: Afrikaner cattle) نام یک نژاد از گاوهاست که خاستگاه آن کشور آفریقای جنوبی می‌باشد. بیشترین وزن ثبت‌شده از این نژاد بین ۸۲۰–۱٬۰۹۰ کیلوگرم است، اما بیشتر گاوهای این نژاد وزنی ۴۵۰–۶۰۰ کیلوگرم دارند.